# Фролов, Константин Васильевич
Константи́н Васи́льевич Фроло́в (22 июля 1932, Песочня, Западная область — 18 ноября 2007, Москва) — советский и российский учёный в области механики и машиностроения. В 1985—1996 гг. вице-президент РАН, АН СССР (действительный член с 1984), академик РАСХН, ВАСХНИЛ (1985), почётный президент Российской инженерной академии. Герой Социалистического Труда (1990). Лауреат Ленинской премии (1988).
Работал в новых областях науки: эргономика и биомеханика, нового направления в машиноведении «система — человек — машина — среда», нашедшего широкое применение в судостроении, ядерно-энергетической, авиакосмической и машиностроительной отраслях. Выступил как крупный организатор науки, инициатор создания ряда филиалов столичных научных организаций в областных центрах страны. Автор и соавтор большого числа научных трудов по вопросам машиноведения, в области биомеханики и защиты от вибраций, надежности машин, компьютерного проектирования.

## Биография
Родился 22 июля 1932 года в посёлке Песочня (ныне — город Киров Калужской области) в семье служащих, имел сестру-близнеца Лену. В 1937 году отец, Василий Иванович, был репрессирован. Мать, Александра Сергеевна, врач-рентгенолог, одна воспитывала детей все трудные довоенные, военные и первые послевоенные годы.
Окончив 7 классов, в 1949 году поступил в Людиновский машиностроительный техникум, где работал также лаборантом в лаборатории физики и электротехники. Одновременно сдал экзамены в техникуме и за 10-й класс общеобразовательной школы и поступил в Брянский институт транспортного машиностроения.
Окончил Брянский институт транспортного машиностроения (1956, с отличием), во время учёбы принимал активное участие в научно-исследовательской работе на кафедрах «Турбостроение» и «Теория механизмов и машин» под руководством Б. В. Калинского. По окончании по распределению пришёл на работу на Ленинградский металлический завод, занимался конструированием паровых и газовых турбин, принял участие в разработке новой методики тензоментрических испытаний выпускаемых турбин, проявил склонность к экспериментально-исследовательской работе. В 1957 году опубликовал свою первую научную статью «Бесконтактная тензометрия».
В 1958 году поступил в аспирантуру Института машиноведения АН СССР, темой его научной работы на три года стали исследования влияния свойств источников энергии на колебания механических систем. Аспирантуру окончил в 1961 году.
В 1962 году стал кандидатом технических наук, защитив диссертацию по теме «Влияние свойств источника энергии на колебания автономных систем», научный руководитель — Виктор Олимпанович Кононенко (1918—1975). По окончании аспирантуры продолжил научную работу в лаборатории динамической прочности Института машиноведения, младший научный, с 1964 года — старший научный сотрудник, с октября 1964 года — заведующий лабораторией вибрационной техники.
С 1970 года — доктор технических наук (тема диссертации: «Колебания в машинах с переменными параметрами в приложении к динамике силового гидропривода»). Профессор (1971).
В 1975 году на базе лаборатории вибрационной техники был образован отдел биомеханики, который возглавил К. В. Фролов.
В октябре 1975 года утверждён директором Института машиноведения. В период своего руководства институтом К. В. Фролова сумел добиться возвращения института в структуру АН СССР. Была укреплена материально-техническая база института, построены три новых многоэтажных корпуса, проведено оснащение современным оборудованием.
Во второй половине 1980-х годов Фролов выступил инициатором создания сети филиалов Института машиноведения в ряде промышленно развитых регионов страны, которые затем получили статус самостоятельных институтов РАН. Они объединены в ассоциацию «Объединённый институт машиноведения» РАН, генеральным директором которой был академик Фролов. Являлся генеральным директором МНТК «Надёжность машин», председателем Комитета по развитию сотрудничества РАН со странами Дальневосточного региона в области естественных и технических наук.

Мемориальная доска в Имаш

С 1976 — член-корреспондент, с 1984 — академик Академии наук. В 1985—1992 — академик-секретарь отделения проблем машиностроения, механики и процессов управления, в 1985—1996 — вице-президент АН СССР, РАН.
В 1961—1976 годах преподавал на кафедре теоретической механики и теории машин и механизмов Московского технологического института лёгкой промышленности, в 1973—1976 годах заведовал этой кафедрой. С 1976 года был заведующим кафедрой теории машин и механизмов МВТУ (затем МГТУ) имени Н. Э. Баумана. С 1977 года являлся главным редактором журнала «Машиноведение» (с 1990 — «Проблемы машиностроения и надежности машин»), энциклопедии «Машиностроение».
Являлся почётным президентом Инженерной академии России.
Умер 18 ноября 2007 года. Похоронен на Троекуровском кладбище (уч. 7а).

## Вклад в науку
Внёс фундаментальный вклад в такие области механики, как прикладная теория механических колебаний, колебания в машинах, виброзащита и виброакустика, биомеханика систем «человек-машина-среда», прочность атомных реакторов, проблемы природной и техногенной безопасности. Проводил исследования на стыке механики, биологии, физики, эргономики. Сформулировал биомеханические задачи для оператора вибрационно воздействующих машин. Изучил вибрации механических систем с переменными характеристиками. Разработал общие методы оптимизации нелинейно колеблющихся механических систем.
Создал свою научную школу. Учениками К. В. Фролова защищено 25 кандидатских и 8 докторских диссертаций.

## Международное признание
Являлся иностранным членом Королевской инженерной академии Великобритании, Американского общества инженеров-механиков, Национальной инженерной академии США, Норвежской академии технологических наук, Чехословацкой академии наук, Шведской королевской академии инженерных наук, Национальных академий наук Беларуси, Грузии, Украины, Югославской национальной академии, Сербской академии наук и искусств, Общества материаловедов Индии, почётный академик АН РБ (1991).

## Общественная деятельность
В 1991 году избран председателем Всесоюзного общества «Знание».
С 1991 был президентом Регионального благотворительного общественного фонда «Знание» им. С. И. Вавилова и Международного гуманитарного общественного фонда «Знание». Подписал «Предупреждение учёных человечеству» (1992). Являлся членом Общественной палаты, возглавлял Комиссию по инновациям, высокотехнологичным научным и инженерным проектам.
Кандидат в члены ЦК КПСС (1986—1989), член ЦК КПСС (1989—1990). В сентябре 1990 — мае 1991 был членом Политбюро ЦК КП РСФСР.
В 1989 году избран народным депутатом СССР и членом Верховного Совета СССР.
В 1993 году возглавлял избирательный блок «Достоинство и милосердие» на Выборах в Государственную думу.

## Награды
- Герой Социалистического Труда (30.12.1990)[31]
- Орден «За заслуги перед Отечеством» II степени (3 ноября 2007) — за выдающийся вклад в развитие отечественного машиностроения, многолетнюю плодотворную научную деятельность и подготовку квалифицированных кадров[32]
- Орден «За заслуги перед Отечеством» III степени (18 июня 1999) — за заслуги перед государством, высокие достижения в производственной деятельности и большой вклад в укрепление дружбы и сотрудничества между народами[33]
- Два ордена Ленина (1986[34] и 30.12.1990[31])
- Орден Трудового Красного Знамени (1981)[35]
- Ленинская премия (1988)[36]
- Государственная премия СССР (1986)[36]
- Премии Совета Министров СССР (1983[35] и 1990[36])
- Премия Правительства Российской Федерации в области науки и техники (1998[37], 2000, 2001)[36]
- Медаль «За доблестный труд. В ознаменования 100-летия со дня рождения Владимира Ильича Ленина»[13]